# Frontera entre Indonèsia i Timor Oriental
La frontera entre Indonèsia i Timor Oriental és l'única frontera terrestre d'aquest últim país. La longitud total de 253 km es divideix en dos segments causa de l'existència de l'enclavament timorès d'Oecusse.

## Història
Aquesta frontera fou establerta en 1851 amb alteracions den 1859 com a frontera entre els possessions portugueses i neerlandeses a través de la divisió dels regnes timorencs de Servião e Belos. En 1904 es va signar a La Haia una convenció luso-neerlandesa per al traçat de la frontera, de la que no se n'han fet més alteracions. Posteriorment, fou modificada per sentència arbitral de 1914.
Després de la proclamació d'independència de Timor Oriental d'Indonèsia en 2002 es va signar un acord fronterer preliminar, que abasta aproximadament el 90% de la frontera terrestre, el 30 de juny de 2004 pels ministres d'afers exteriors Hassan Wirajuda (per Indonèsie) i José Ramos-Horta (per Timor Oriental). En setembre de 2006 es va signar un nou acord sobre el 97 % de la frontera. En octubre 2007 encara no s'havia signat un acord definitiu.
A la fi de 2008, els ministres d'Afers Exteriors de Timor Orientale, Zacarias da Costa, i Hassan Wirajuda d'Indonèsia van anunciar a Jakarta la signatura d'un acord fronterer entre els dos països abans de gener de 2009. Segons l'agència de notícies Lusa, "Indonèsia reconeix, al subdistrito de Passabe (sud d'Oecusse), en una parcel·la de jardins camperols indonesis, un territori amb sobirania de Timor Oriental, però des de 1962 una situació semblant a la de l'illa de Fatu Sinai, el territori d'Indonèsia que ha estat utilitzat durant generacions pels timoresos d'Oecussi per a cerimònies tradicionals."

## Passatges
El punt d'accés procedent d'Indonèsia (província de les Illes Petites de la Sonda Orientals) i en direcció a Dili es troba a Batugade, localitat situada al costat nord de l'illa de Timor.

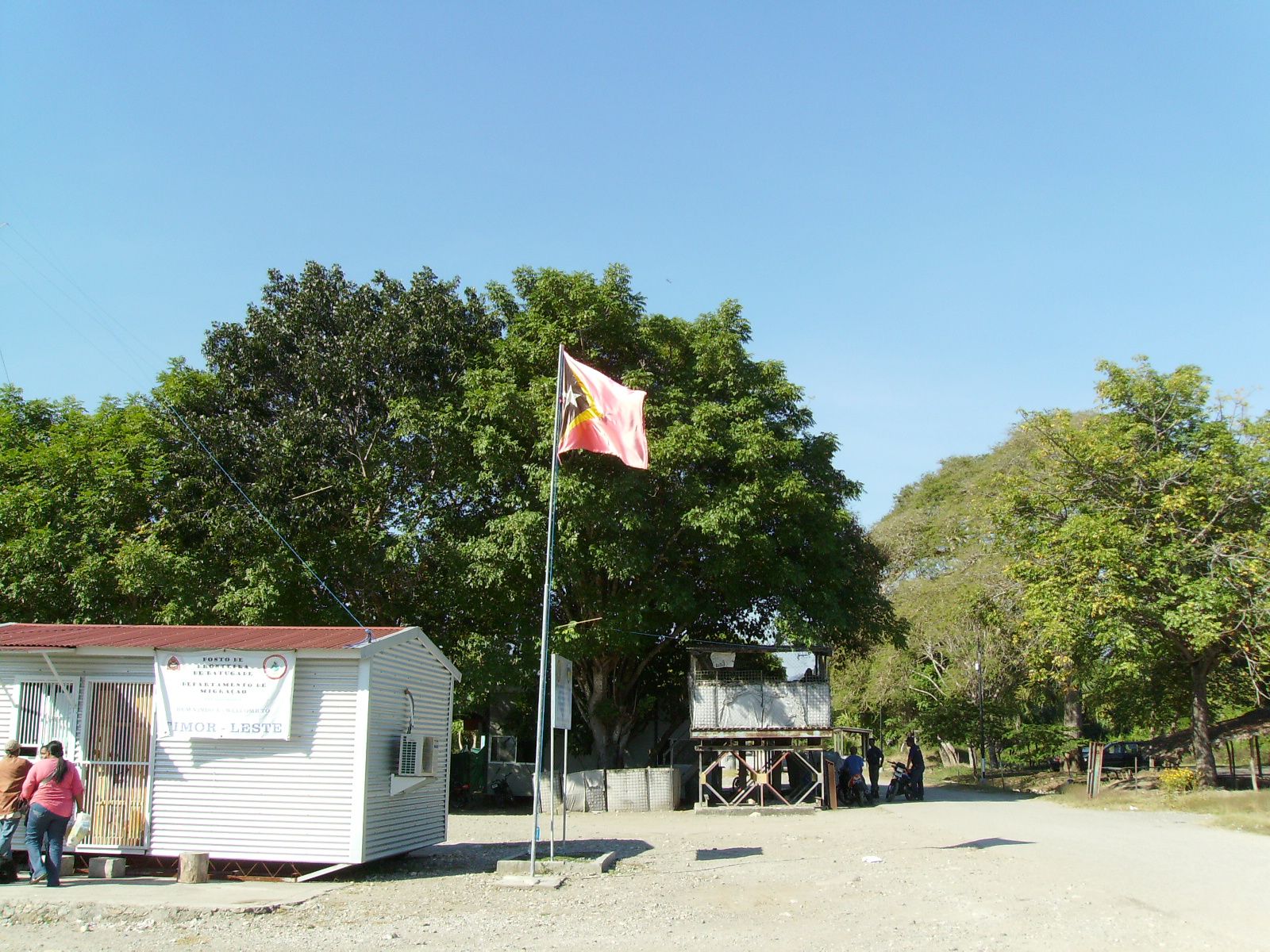
El pas fronterer timorès
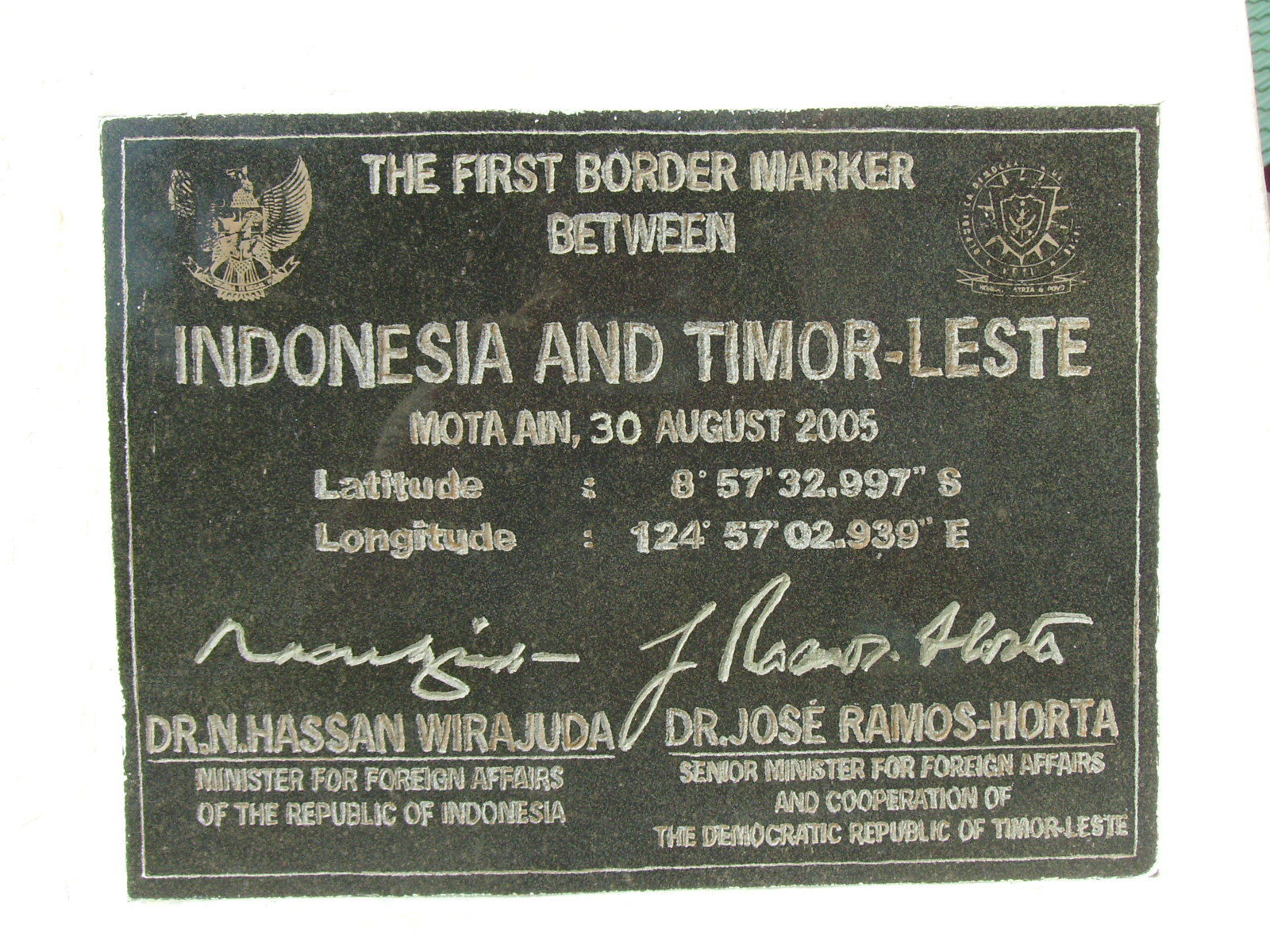
La placa commemorativa marcant la frontera oficial
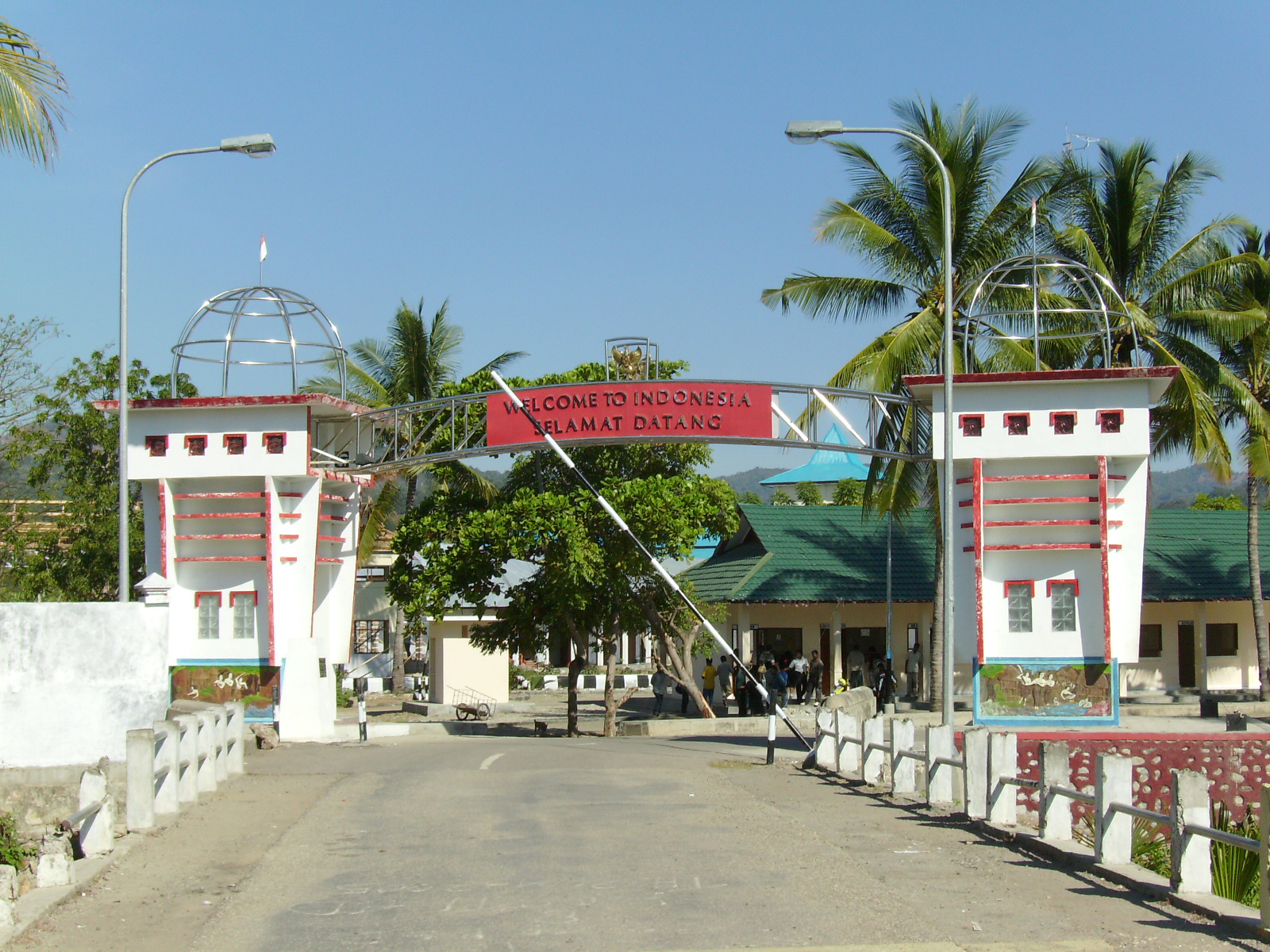
El pas fronterer indonesi